# Onyx (гурт)
Onyx — американський гурт з Нью-Йорка (округ Квінз) в стилі хардкор-реп та хіп-хоп. Здобув популярність і став культовим у 1990-х роках, є легендою дев'яностих у хіп-хоп культурі.  

## Дискографія
| Рік  | Альбом                                | Рейтинг       | Рейтинг                | Рейтинг |
| Рік  | Альбом                                | Billboard 200 | Top R&B/Hip-Hop Albums |         |
| ---- | ------------------------------------- | ------------- | ---------------------- | ------- |
| 1993 | Bacdafucup                            | 17            | 8                      |         |
| 1995 | All We Got Iz Us                      | 22            | 2                      |         |
| 1998 | Shut 'Em Down (сингл React)           | 10            | 3                      |         |
| 2002 | Bacdafucup Part II                    | 46            | 11                     |         |
| 2003 | Triggernometry                        | -             | 66                     |         |
| 2008 | Cold Case Files: Murder Investigation | -             | -                      |         |
| 2012 | Cold Case Files: Vol 2                | -             | -                      |         |
| 2014 | Wakedafucup                           | -             | -                      |         |

## В Україні
|                             |
| Onyxmadface (логотип гурту) |

 26.03.2010 в нічному клубі Bingo (Київ) відбувся перший концерт гурту Onyx в Україні. 
 26.11.2010 в концертному клубі Crystal hall (Київ) пройшов другий впродовж одного року концерт гурту.
 28.10.2014 в клубі Sentrum (Київ) відбувся третій концерт в рамках популяризації восьмого альбому Wakedafucup.
 10.10.2015 У Києві мав пройти черговий концерт гурту. Проте вже музикантам, які вже прилетіли в Україну, не дали виступити. Концерт, як повідомляється, зірвало угруповання «С 14», яке звинуватило реперів в расизмі: